# Neobarbella amoena
Neobarbella amoena är en bladmossart som först beskrevs av Fleischer och Brotherus, och fick sitt nu gällande namn av Luo Jian-xin 1989. Neobarbella amoena ingår i släktet Neobarbella och familjen Lembophyllaceae. Inga underarter finns listade i Catalogue of Life.